# Rio Amola-Faca
Le rio Amola-Faca est une rivière brésilienne de l'intérieur de l'État de Santa Catarina, et appartient au bassin hydrographique de l'Uruguay.

## Géographie
Il naît à 6 km au nord de la ville de Lages. Son cours se dirige alors vers l'ouest avant de rejoindre celui du rio Caveiras au bout de 25 km. Il marque la frontière entre les municipalités de Lages et São José do Cerrito.